# Saúl Craviotto i Rivero
Saúl Craviotto Rivero (Alpicat, Segrià, 3 de novembre de 1984) és un policia i piragüista català, agent del Cos de Policia espanyola, que competeix en les disciplines de caiac K1-200 m, K1-500 m, K1-1000 m, K2-200 m, K2-500 m i K2-1000 m. És doble campió olímpic, a Pequín 2008 i Rio de Janeiro 2016, i tres vegades campió de món, als anys 2009, 2010 i 2011.
Ha participat en tres Jocs Olímpics d'Estiu, obtenint en total quatre medalles, or a Pequín 2008, plata a Londres 2012 i or i bronze a Rio de Janeiro 2016.
Ha guanyat 10 medalles en el Campionat Mundial de Piragüisme entre els anys 2007 i 2019, i 6 medalles en el Campionat Europeu de Piragüisme entre els anys 2008 i 2018.

## Biografia
Va néixer el 3 de novembre de 1984 a la ciutat de Lleida. És membre del Cos Nacional de Policia d'Espanya i va estar destinat al departament de seguretat ciutadana de la comissaria de Reus, tot i que els seus companys de feina asseguraven que no se'l veia perquè compta amb excedències per entrenar-se. Actualment treballa a la Comissaria de Gijón. Ha intervingut en alguns programes de televisió; el 2017 va participar en la segona edició del concurs de cuina de Televisió Espanyola «MasterChef Celebrity», el qual va guanyar. També va presentar, conjuntament amb Paula Vázquez la versió espanyola de la segona entrega del concurs Ultimate Beastmaster de Netflix. A més, ha escrit un llibre que ha titulat "4 años para 32 segundos: La recompensa del esfuerzo" explicant el seu camí cap a l'èxit en l'esport.

## Carrera esportiva
Va participar, als 23 anys, en els Jocs Olímpics d'Estiu de 2008 realitzats a Pequín (Xina), on aconseguí guanyar la medalla d'or en la prova de K-2 500 metres al costat del pontevedrès Carlos Pérez Rial.
Al llarg de la seva carrera ha guanyat sis medalles en el Campionat del Món de piragüisme, entre les quals dues medalles d'or.
Als Jocs Olímpics d'Estiu de 2012, realitzats a la ciutat de Londres, va aconseguir guanyar la medalla de plata en la prova de K1 200 metres.
Al Campionat del Món de 2014 celebrat a Moscou va guanyar la medalla de bronze en la prova de K1 200 metres.
Als Jocs Olímpics d'Estiu de 2016 a Rio de Janeiro, va aconseguir la medalla d'or en la prova de K2 200 metres, prova que va realitzar amb el piragüista Cristian Toro amb un temps de 32.075. El 20 d'agost va aconseguir la medalla de bronze en la prova K1 200 metres amb un temps de 35.662, el mateix que va aconseguir l'alemany Ronald Rauhe i que, per tant, va compartir amb ell el metall.